# Lieke van den Broek
Lieke van den Broek (Goirle, 7 juli 1986) is een Nederlandse actrice en zangeres. Ze is vooral bekend van haar rol als Sonja van Kamp in de Belgisch-Nederlandse Netflix-serie Undercover. Ook was ze te zien in het acteursensemble van het televisieprogramma Even tot hier. In 2024 speelt ze de rol van Olivia Schilder in de reboot van de ziekenhuisserie Medisch Centrum West.

## Loopbaan
Van den Broek studeerde in 2008 af aan de Amsterdamse Toneelschool en Kleinkunstacademie (AHK). Ze liep stage in Into the Woods; de debuutvoorstelling van het M-Lab. In 2013 en 2014 volgde ze het Summer Voice Festival aan het Manhattan School of Music in New York. Hier vertolkte ze respectievelijk de rollen van Bakkersvrouw in Into the Woods en Sarraghina in de musical Nine.
In 2009 was ze te zien in de nationale tour van Op hoop van zegen van Het Toneel Speelt. Hierna speelde ze in de familievoorstelling Otje, naar het gelijknamige boek van Annie M.G. Schmidt en in de voorstelling Gered van De Toneelmakerij. Voor het Amsterdam Fringe Festival schreef en speelde ze de voorstellingen Blue Grass on the Other Side en Groetjes. In 2023 wordt ze genomineerd voor een Musical Award voor Beste Vrouwelijke Hoofdrol in een Kleine Musical voor haar rol in de musical Melk van Stichting Nanoek.
Van den Broek was te zien in verschillende televisieseries, zoals Flikken Maastricht, Bagels & Bubbels en A'dam - E.V.A.. Haar eerste grote (bij)rol speelt ze als Sonja van Kamp in de eerste Belgisch-Nederlandse Netflix-serie Undercover. In 2019 was ze twee seizoenen te zien in het ensemble van zingende acteurs in het televisieprogramma Even tot hier. 
In 2024 speelt Lieke in de jeugdserie Escape from Albatros en in de reboot van Medisch Centrum West op SBS6.